# Bolivianische Fußballnationalmannschaft der Frauen
Die bolivianische Fußballnationalmannschaft der Frauen repräsentiert Bolivien im internationalen Frauenfußball. Die Nationalmannschaft ist dem Fußballverband von Bolivien unterstellt und wird von Marco Sandy trainiert. Die Auswahl nahm an neun der bisher ausgetragenen CONMEBOL Südamerikameisterschaften teil, kam aber nie über die Vorrunde hinaus. An einer Weltmeisterschaft bzw. an den Olympischen Spielen hat die Auswahl von Bolivien bisher noch nicht teilgenommen. Die Bolivianische Mannschaft spielte bisher nur gegen amerikanische Mannschaften. Am 17. November 2009 fand in Sucre das erste von bisher zehn Heimspielen statt.

## Turnierbilanz

### Weltmeisterschaft
| - 1991: nicht teilgenommen - 1995: nicht qualifiziert - 1999: nicht qualifiziert - 2003: nicht qualifiziert - 2007: nicht qualifiziert - 2011: nicht qualifiziert | - 2015: nicht qualifiziert - 2019: nicht qualifiziert - 2023: nicht qualifiziert |

### Südamerikameisterschaft
| - 1991: nicht teilgenommen - 1995: Vorrunde - 1998: Vorrunde - 2003: Vorrunde - 2006: Vorrunde - 2010: Vorrunde | - 2014: Vorrunde - 2018: Vorrunde - 2022: Vorrunde - 2025: Vorrunde |

### Olympische Spiele
| - 1996: nicht qualifiziert - 2000: nicht qualifiziert - 2004: nicht qualifiziert - 2008: nicht qualifiziert - 2012: nicht qualifiziert | - 2016: nicht qualifiziert - 2020: nicht qualifiziert - 2024: nicht qualifiziert - 2028: nicht qualifiziert |